# Adonisea tuberculum
Adonisea tuberculum là một loài bướm đêm trong họ Noctuidae.